# Elektronický papír

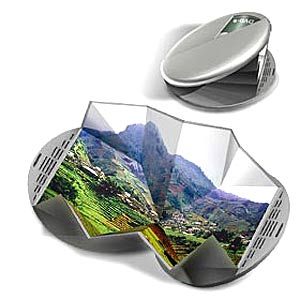
Barevný e-papír

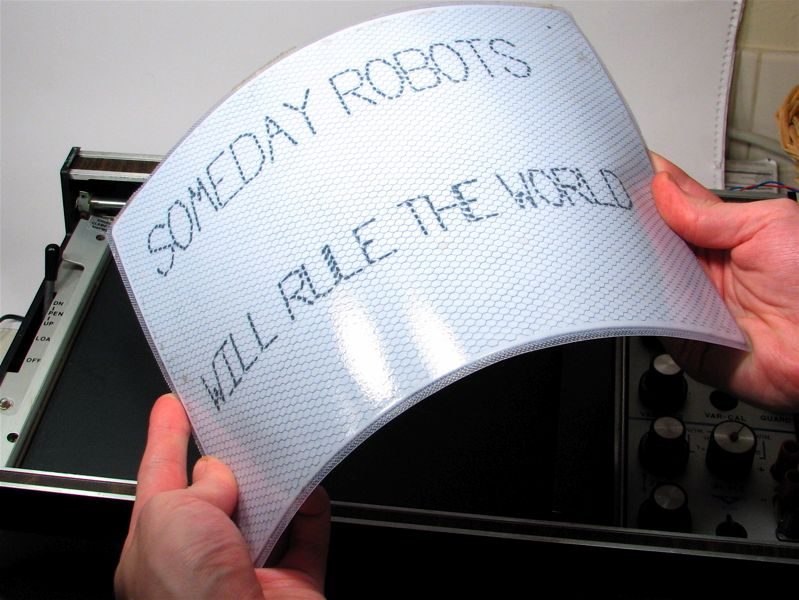
Flexibilní elektronický papír

Elektronický papír nebo e-papír je plochá zobrazovací jednotka, která odráží světlo jako normální papír, je schopna uchovat text i obrázky natrvalo bez spotřeby elektřiny, s možností změny obsahu. Často je e-papír také ohýbatelný. Z důvodu nízké energetické náročnosti a tenkosti se stále více prosazuje ve čtečkách elektronických knih. Elektronický papír lze číst na slunci nebo pod lampou.

## Výrobci a technologie
Mezi významné výrobce elektronického papíru patří společnost E-ink, známá zejména na trhu elektronických čteček. Její e-papír se skládá z vrstvy milionů malých mikrokapslí v rámci matrice podobné těm, které se používají v LCD displejích. Mikrokapsle obsahují opačně nabité bílé a černé částice, které jsou přesouvány do popředí nebo do pozadí. Barva se dosahuje přidáním několika vrstev filtrů.
Společnost Kent Display je první firma na trhu, která přišla s barevným displejem na bázi e-papíru. Technologie s názvem ChLCD byla použita v elektronické čtečce Flepia od firmy Fujitsu. Používá vrstvu mikrokapslí obsahujících cholesterické tekuté krystaly, které mají spirálovitou strukturu. Ta může být aktivována pomocí změny napětí tak, aby byla průsvitná nebo odrazivá. Společnost se zaměřuje na vývoj LCD „bez potřeby napájení“ – optimalizací technologie Reflex Electronic Skin.

Schéma elektroforetického displeje

Schéma elektroforetického displeje používajícího barevné filtry

Další technologie elektronického papíru je P-ink (zkratka pro Photonic Ink) společnosti Opalux. Technologie čerpá inspiraci ze způsobu, jak opál vytváří barevné odrazy: efekt vyplývá z mikrostruktury, v níž shluky mikrokuliček odrážejí při změně úhlu dopadajícího světla různé barevné složky.
Zajímavé řešení za použití jiné technologie, než které jsou zmíněny výše, přináší technologie od Pixel Qi s názvem 3Qi, určená pro projekt OLPC. Displej je určen pro mininotebooky a elektronické čtečky, přičemž pracuje ve třech módech. Prvním je barevný mód s vysokým rozlišením, druhým je nízkoenergetický černobílý mód a třetím je režim e-papír. Displej může pracovat s podsvícením, které podle potřeby zapíná a vypíná. Společnost pracuje i na verzi s dotykovým ovládáním.
Společnost QMT založila technologii barevného papíru, kterou se nechala inspirovat u motýlích křídel. S pomocí miniaturních otvorů, které se otevírají a zavírají, se promítá jedna z barev modelu RGB.

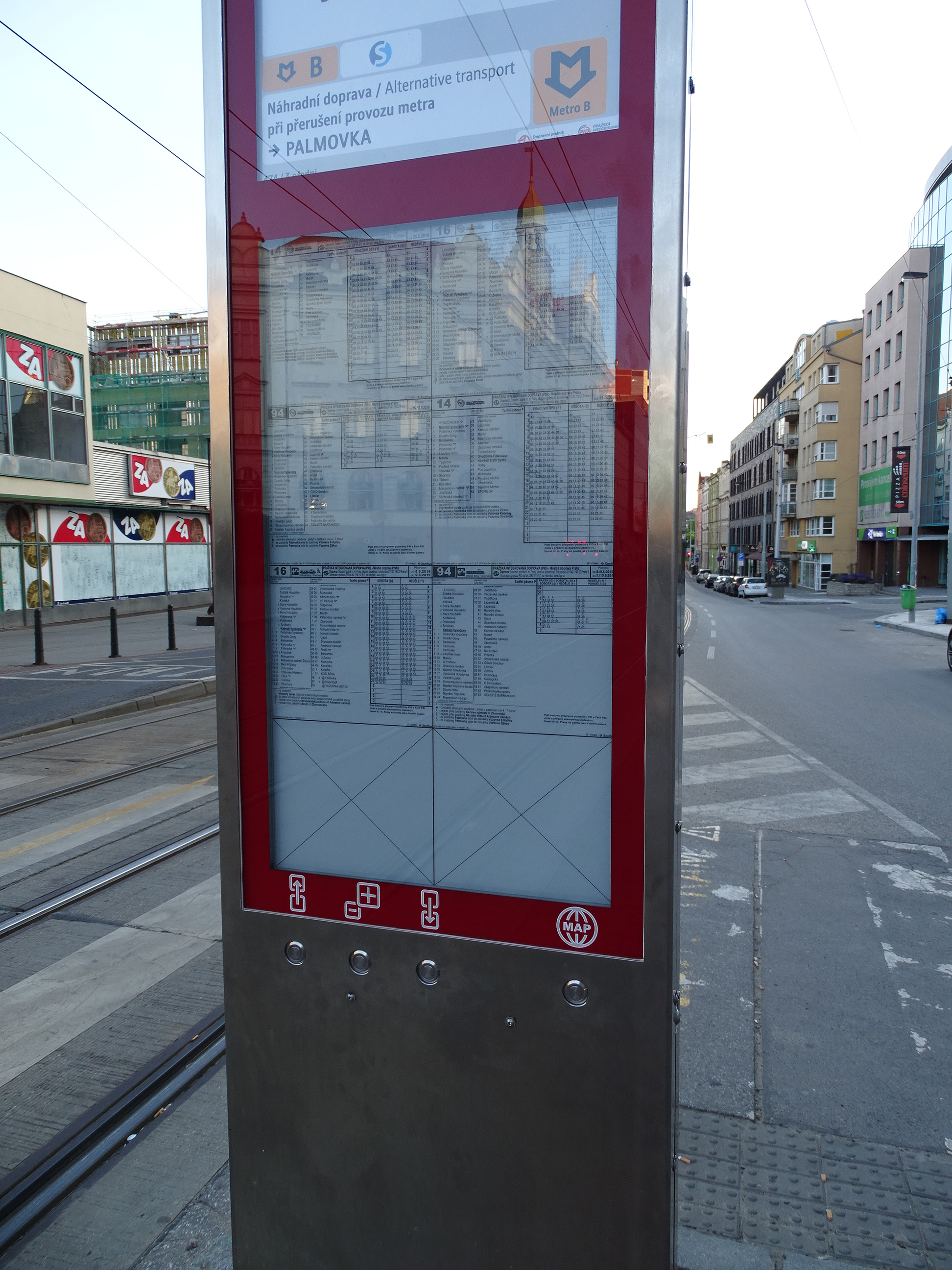
Zastávkové jízdní řády na elektronickém papíru, prototyp zastávkového sloupku umístěný v Praze u sídla dopravního podniku v květnu 2019